# Euphonia anneae
La eufonia cabecirrufa, eufonia gorricanela o fruterito de capa castaña (Euphonia anneae) es una especie de ave de la familia Fringillidae, que se encuentra en Colombia, Costa Rica y Panamá.

## Hábitat
Vive entre los 300 y 2.000 m de altitud, en el dosel y el borde del bosque húmedo con abundancia de epífitas y en áreas adyacentes arboladas.

## Descripción

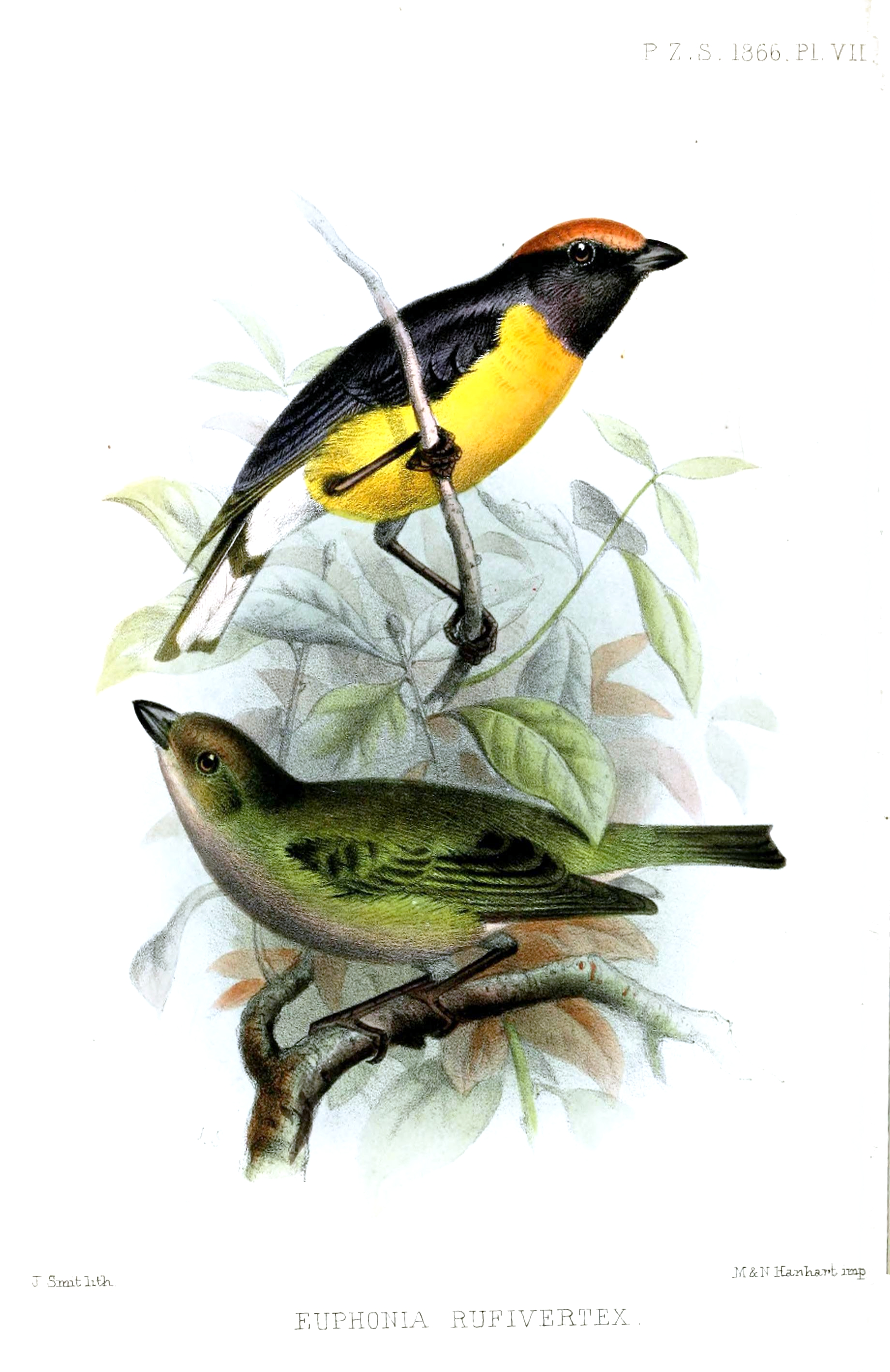
Euphonia anneae macho y hembra.

En promedio mide 11 cm de longitud y pesa 16 g. El macho tiene la corona de color anaranjado canela a rufo, el resto de la cabeza, las partes superiores, el cuello y la garganta de color negro azulado, con un matiz violeta en la nuca; las partes inferiores son amarillas brillantes, con un matiz anaranjado en el pecho y as coberteras infracaudales blancas. La hembra tiene las partes superiores verde oliva, metálico en el lomo, con la frente y la parte delantera de la corona color rufo; tiene alas y cola negruzcas con los bordes oliva; la barbilla oliva amarillenta, el pecho y la parte superior del abdomen gris opaco, que pasa gradualmente a verde oliva brillante en el costado y los flancos y a color ante opaco en el centro del vientre.

## Alimentación
Se alimenta de frutos.

## Reproducción
Construye en el borde del bosque un nido de forma globular, con musgo y fibras, colocado en un bejuco colgante o sobre una rama delgada en medio de epífitas, a una altura del suelo de 8 a 11 m.